# 14 Ceti
Désignations
14 Ceti est une étoile dans la constellation de la Baleine. Elle est faiblement visible à l'œil nu dans de bonnes conditions d'observation, avec une magnitude apparente de 5,84. La distance jusqu'à 14 Ceti peut être estimée à partir de son décalage annuel de la parallaxe de 17,4″, ce qui le place à 187  années-lumière. Elle s'éloigne de la Terre avec une vitesse radiale héliocentrique de +11 km/s, ne s'étant récemment approché que de 178 al.
Gray (1989) ainsi que Houk et Swift (1999) classent 14 Ceti comme une étoile jaune-blanc de la séquence principale avec un type spectral de F5 V,. Cependant, dans la 5e édition révisée du Bright Star Catalogue, elle a été classée par Hoffleit et Warren (1991) comme une étoile sous-géante plus évoluée avec un type spectral F5 IV. La magnitude absolue et la température effective de cette étoile montrent qu'elle entre dans le trou de Hertzsprung, qui est occupé par une classe d'étoiles qui ont consommé l'hydrogène en leur noyau mais n'ont pas encore commencé la fusion de l'hydrogène au sein d'une coquille entourant le centre.
Les modèles évolutifs de cette étoile donnent un âge estimé à environ 2,1 milliards d'années et une masse 1,6 fois supérieure à celle du Soleil. Elle a 2,6 fois le rayon du Soleil et rayonne 10,7 fois la luminosité du Soleil à partir de sa photosphère à une température effective d'environ 6 583 K. Elle y a une fine enveloppe convective près de sa surface. L'étoile possède une plus faible abondance d'éléments plus massifs que l'hélium — ce que les astronomes appellent la métallicité — par rapport au Soleil. La vitesse de rotation projetée est relativement faible de 5 km/s, mais le taux de rotation est inconnu puisque l'inclinaison axiale n'a pas été déterminée.
14 Ceti montre une émission de rayons X de 0,33 × 1030 erg s-1, ce qui est plutôt élevé pour une étoile F5. La couronne et la chromosphère de cette étoile montrent des indications d'un champ magnétique, et un champ de surface a été détecté en 2009 avec une intensité de -30 G. Cela en a fait la seule étoile connue entre les types spectraux F0 et F7 à avoir détecté un effet Zeeman. Deux explications possibles pour ce champ sont qu'il s'agit d'un rotateur rapide avec un champ entraîné par une dynamo, ou qu'il s'agit d'une ancienne étoile Ap. Les propriétés d'activité de cette étoile la rendent plus susceptible d'être cette dernière.